# Heteropogon eburnus
Heteropogon eburnus är en tvåvingeart som först beskrevs av Walker 1849.  Heteropogon eburnus ingår i släktet Heteropogon och familjen rovflugor. Inga underarter finns listade i Catalogue of Life.